# 楼镛
楼镛，宋朝政治人物。
楼镛曾于1211年接替徐晞稷任华亭县知县一职，1212年由陈遇接任。